# Didemnum millari
Didemnum millari är en sjöpungsart som beskrevs av Monniot 200. Didemnum millari ingår i släktet Didemnum och familjen Didemnidae. Inga underarter finns listade i Catalogue of Life.